# La Neuville-lès-Wasigny

La Neuville-lès-Wasigny este o comună în departamentul Ardennes din nordul Franței. În 1 ianuarie 2022 avea o populație de 162 de locuitori.